# Sport 24
Sport 24 er en dansk sportskæde. Sport 24-kæden har per februar 2012 kun butikker i Jylland. Butikken har 15 primære butikker, 15 sport outlets (Sport 24 Outlet) – 3 nye på vej, 2 business forretninger (Sport 24 Business) og 8 team forretninger, hvor klubber og lignende kan købe tøj (Sport 24 Team) – 3 nye på vej. Sport 24 har en webshop, og det er også deraf navnet Sport 24 kommer fra, da 24 skal indikere, at man kan handle 24 timer i døgnet.
Sport 24 Business og Sport 24 Team er det tidligere Sport Direct, som ikke var en del af Intersport-kæden, men var ejet af de samme personer, som ejede de 15 Intersport-butikker.[kilde mangler]

## Oprindelse
Kæden blev dannet pr. 1. januar 2012, hvor 15 Intersport-forhandlere var så utilfredse med retningslinjerne i kæden, at de 15 butikker valgte at danne en helt ny kæde, Sport 24. Striden havde rod i, at de 15 jyske butikker ifølge Intersport ikke måtte sælge udgående varer billigere i et outlet, men det gjorde mange af dem alligevel, hvorfor Intersport anlagde sag mod disse og vandt. Ligeledes måtte butikkerne ikke oprette webshops i Intersports navn, hvilket de 15 butikker ikke fandt rimeligt, da et solidt marked i dag har en webshop. Derfor trådte butikkerne ud af Intersport.